# Neville d'Almeida
Neville Duarte de Almeida (Belo Horizonte, 1941) é um cineasta, roteirista, escritor, ator, fotografo e artista multimídia brasileiro, ligado a arte contemporânea, instalações, objetos de arte e performance.
Após um início de carreira conturbado, com filmes interditados e jamais exibidos comercialmente graças a ações da Censura Federal da Ditadura Militar Brasileira, atingiu o sucesso com o lançamento de A Dama do Lotação, filme que, em sua época, foi campeão de bilheteria do cinema brasileiro. Desde então, lançou mais uma série de filmes e vem trabalhando com artes plásticas e formatos experimentais de audiovisual. Com liberdade e ousadia, tornou-se um dos mais polêmicos cineastas brasileiros.
D'Almeida foi presidente da Associação Brasileira de Cineastas, de 1990 a 1992. Trabalha e mora no Rio de Janeiro, onde vive na Ilha da Gigóia.

## Vida e carreira

### Primeiros anos
Nasceu em Belo Horizonte, Minas Gerais, filho de uma família protestante metodista, filho de Afonso Almeida e Laura Alves Duarte Almeida. Seu amor pelo cinema surgiu ainda na infância quando, numa viagem com a família, ficou deslumbrado com o prédio de um cinema de rua. Entrando nele, viu uma cena do filme Gilda, com Rita Hayworth, e sentiu-se completamente magnetizado pela arte a qual viria a dedicar sua vida.
Iniciou sua trajetória no cinema em Belo Horizonte no Centro de Estudo Cinematográficos (CEC), foi um dos fundadores do CEMICE – Centro Mineiro de Cinema Experimental. Estudou teatro no TU (Teatro Universitário de Minas Gerais), mas não concluiu o curso.

### Estadia nos EUA eJardim de Guerra
Em 1964, mudou-se para Nova York um mês antes do Golpe Militar, com o objetivo de estudar cinema e ali estabelecer-se enquanto cineasta. Empregado como garçom, Neville se matriculou em um curso de cinema part-time. Entretanto, decepcionou-se com o curso pela visão de cinema que os professores tinham, excessivamente centrada no cinema estadunidense e desprezando o restante do cinema mundial. Abandonou o curso sem terminá-lo.
Ainda em Nova York, assistiu aos filmes que estavam sendo produzidos no Brasil pelo movimento do Cinema Novo. Aqueles filmes o inspiraram a voltar para o Brasil e ali tornar-se cineasta, ao invés de permanecer no estrangeiro fazendo filmes anglófonos. Na cidade, conheceu o escritor e músico Jorge Mautner, de quem se tornou amigo. Já com vontade de fazer seu primeiro filme, Neville desenvolveu, ao lado de Mautner, um argumento — que viria a se tornar um roteiro — sobre a situação política do Brasil à época, tomando como contraponto uma série de pautas progressistas que estavam em voga nos EUA, dentre os quais o movimento Black Power, o movimento feminista, as discussões acerca do uso recreativo da cannabis e o surgimento da China enquanto potência mundial.
Em 1966 dirigiu seu primeiro filme, o curta-metragem "O Bem-Aventurado", que concorreu e foi premiado no Festival JB-Mesbla do mesmo ano. Nesse festival conheceu o jovem cineasta Rogério Sganzerla, que estava concorrendo com o curta "Documentário". No mesmo festival estavam presentes outros jovens cineastas que viriam a formar o movimento posteriormente conhecido como Cinema de Invenção ou Cinema Marginal, como Andrea Tonacci.
Trabalhou como assistente de direção de Nelson Pereira dos Santos quando este veio aos EUA rodar algumas sequências de seu filme Fome de Amor. Retornou ao Brasil com Nelson, em 1967. No mesmo ano, filmou o roteiro que havia desenvolvido com Mautner, resultando em seu primeiro filme, o longa-metragem Jardim de Guerra. Quando ocorre, em 1968, o AI-5, restringindo as liberdades de expressão e liberdades políticas em todo o território nacional, o Jardim de Guerra já havia sido finalizado. O primeiro filme de Neville foi exibido no Festival de Brasília de 1968 (que rendeu a Joel Barcellos o prêmio de Melhor Ator) e no Festival de Cannes de 1969, onde foi selecionado para inaugurar a primeira Quinzena dos Realizadores, que viria a se tornar uma mostra tradicional do festival.

### Problemas com a censura
Apesar de ter sido exibido em festivais de expressão no Brasil e no exterior, Jardim de Guerra encontrou problemas para ser exibido comercialmente no Brasil. Para além de suas pautas progressistas, o filme também continha menção a revoluções de esquerda ao redor do mundo e a figuras como o ditador soviético Josef Stalin e o revolucionário cubano Che Guevara, e continha sequências nas quais o personagem de Joel Barcellos era interceptado na rua por agentes não identificados, preso, interrogado e torturado — prática padrão da ditadura com pessoas consideradas subversivas, porém expressamente proibidas de serem representadas em filmes brasileiros da época pelo então vigente código de censura da Polícia Federal. O filme foi interditado e censurado, tendo diversos cortes feitos em sua cópia. Jardim de Guerra nunca foi exibido comercialmente. A cópia censurada foi exibida na televisão, décadas depois, pelo Canal Brasil, e é significativamente mais curta do que a cópia original do longa graças aos cortes da censura.
Em uma sessão privada da cópia integral do Jardim de Guerra na cabine de exibição do laboratório de revelação da Líder Cinematográfica, Neville conheceu o artista plástico Hélio Oiticica, que havia sido trazido pelo poeta Waly Salomão, amigo em comum entre os dois. Oiticica ficou impressionado pelo longa, e ressaltou a utilização dos pôsteres como passagem do tempo na linguagem do filme e pela utilização, em dado momento da história, da projeção de slides, algo que Oiticica até então não havia visto em filme algum. Os dois tornaram-se bons amigos.
Ainda em 1969, rodou o filme Piranhas do Asfalto, finalizado em 1970. O filme seria uma resposta ao AI-5 e à perda de liberdades que acometera os costumes da sociedade Brasileira, possuindo também uma homenagem ao cineasta soviético Sergei Eisenstein ao conter uma sequência feita em montagem paralela com cenas de Ivan, o Terrível. Assim como o Jardim de Guerra, Piranhas do Asfalto foi interditado e censurado. Acredita-se que o filme esteja terminalmente perdido, pois a única cópia conhecida do mesmo foi danificada por um problema nos negativos. A Censura Federal também proibiu a exibição de seus filmes posteriores, Gatos da Noite e Surucucu Catiripapo, feitos nos primeiros anos da década de 1970 e considerados até hoje como filmes perdidos, assim como Piranhas do Asfalto.

### Parceria com Hélio Oiticica
Em 1970, Neville D'Almeida estava numa situação financeira difícil. Vendera tudo o que tinha para fazer Jardim de Guerra, chegando inclusive a vender o apartamento no qual morava, e graças à interdição, o filme não dera lucro algum. O mesmo acontecera com Piranhas do Asfalto, já feito quase sem recursos. Um dia, foi levado pelo amigo Hélio Oiticica para visitar o distrito da luz vermelha no manguezal do Rio de Janeiro, e ali surgiu a ideia de rodar um filme naquele ambiente. Apesar da ideia originalmente partir dos dois, Hélio não pode participar da realização do filme, pois ganhara uma bolsa de estudos que o fizera ter de viajar aos EUA. Neville rodou o filme praticamente sem recursos, tendo apenas um carro emprestado para transportar equipe e elenco e filmando a partir de um número limitadíssimo de latas de negativo. Assim foi rodado o filme, que viria a se chamar Mangue-Bangue.
Graças às experiências negativas que tivera com a censura em suas produções anteriores, Neville decidiu não submeter Mangue-Bangue ao crivo da censura. Transportou as latas com o filme clandestinamente para a Inglaterra, onde ele foi montado por Geraldo Veloso. Já finalizado, o filme foi levado para Nova York, onde foi mostrado para Hélio Oiticica. Feliz com o resultado, Oiticica contatou o Museu de Arte Moderna de Nova York, que interessou-se pelo filme e agendou uma exibição do mesmo nas dependências do museu.
Extasiados com a exibição do Mangue-Bangue no MoMA, D'Almeida e Oiticica saíram do museu e ali esqueceram o filme. Por causa desse descuido, o filme passou décadas desaparecido.
Em 1972, D'Almeida filmou o curta-metragem Lunch-Time. No ano seguinte, em Nova York, realizou com Hélio Oiticica, uma série de instalações conhecida como Cosmococas - Programa in Progress, também conhecida como quase-cinema, que vieram a ser as primeiras instalações audiovisuais interativas e sensoriais da história da Arte Contemporânea. Atualmente, a obra está exposta em um pavilhão permanente no museu Inhotim.

### Sucesso comercial
Em meados dos anos 1970, interessou-se em adaptar A Dama do Lotação, conto de Nelson Rodrigues escrito para sua célebre coluna de jornal A Vida como Ela É. Com o objetivo de adquirir os direitos da obra, foi à redação do jornal O Globo, no Rio de Janeiro, e pediu para falar com Nelson. Nessa conversa, explicou que era um cineasta iniciante e que todos os seus filmes até então haviam sido interditados e censurados, e que não tinha dinheiro para comprar os direitos do conto, pedindo, assim, para que seu autor os guardasse, reservados, até que o dinheiro para adquiri-los fosse levantado. Nelson aceitou o pedido, e alguns anos depois, D'Almeida de fato conseguiu adquirir os direitos da obra e fazer o filme, contratando Nelson para escrever o argumento e os diálogos da produção, expandindo o conceito de seu conto original. Regina Duarte fora originalmente sondada para estrelar o filme, mas recusara, e assim Neville optou por Sônia Braga.
A Dama do Lotação, chegou aos cinemas do Brasil em estreia simultânea (algo até então considerado raro para filmes nacionais) em todo o país no ano 1978, e atingiu estrondoso sucesso de bilheteria, atingindo o topo da lista de maiores bilheterias do cinema brasileiro. Tamanho o sucesso de A Dama do Lotação, o filme só foi perder o primeiro lugar na lista de bilheterias brasileiras em 2010. Foi o primeiro filme de Neville produzido comercialmente por uma produtora estruturada, a estatal Embrafilme, em co-produção com a Regina Filmes de Nelson Pereira dos Santos. Considerado mais palatável ao público de massas e, portanto, mais comercial, A Dama do Lotação inaugurou uma nova etapa na carreira de D'Almeida, fazendo com que ele deixasse de ser um cineasta underground com filmes herméticos e pouco vistos e passasse a ser o responsável pelo filme brasileiro mais assistido da história até então.
Após o sucesso de A Dama do Lotação, D'Almeida filmou outra adaptação de Nelson Rodrigues, dessa vez não de um conto, mas de uma peça. Os Sete Gatinhos, que foi lançado em 1980, teve suas filmagens supervisionadas por Nelson (que também havia visitado os sets de A Dama do Lotação) já no fim de sua vida, em condições enfraquecidas de saúde. O filme teve boas bilheterias, marcando outro sucesso na parceria entre Neville e a Embrafilme. No mesmo período, lançou o documentário Música Para Sempre, co-dirigido pelo ator e assistente de direção Guará Rodrigues, um de seus colaboradores frequentes.
Em 1982 foi lançado Rio Babilônia. Com história escrita por Neville e pelo produtor musical Ezequiel Neves, o filme, uma espécie de La Dolce Vita brasileiro, foi mais um sucesso comercial, e é até hoje um de seus filmes mais lembrados e emblemático, mantendo o recorde de filme brasileiro mais exibido pelas redes nacionais de TV aberta e fechada.
Sua última produção na década de 1980 foi o documentário O Encontro Amazônico, em 1989.

### Pós-Embrafilme e retomada
Com a extinção da produtora estatal Embrafilme no começo de 1990 pelo governo de Fernando Collor, o cinema brasileiro passou por um período de instabilidade na qual poucas produções foram realizadas e lançadas comercialmente, quadro que só veio a se reverter no final da década de 1990 com o surgimento das leis de incentivo audiovisuais. Em meio a esse cenário, em 1991 D'Almeida lançou Matou a Família e Foi ao Cinema, espécie de remake do filme homônimo dirigido por Júlio Bressane em 1969. O filme foi vaiado em sua exibição no Festival de Brasília de 1991, pois uma de suas atrizes principais era Cláudia Raia, à época vista negativamente graças a seu apoio à campanha eleitoral de Fernando Collor em 1989.
Em 1997, já em meio ao começo da retomada do cinema brasileiro, Neville lança Navalha na Carne, adaptado da peça teatral de Plínio Marcos. Foi o segundo filme feito a partir da peça, que fora adaptada anteriormente em 1969 pelo cineasta mineiro Braz Chediak. Marcos teria sido levado às lágrimas em uma exibição do filme, ao lado de D'Almeida.

### Século XXI
Entre o final dos anos 1990 e o final dos anos 2000, Neville produziu documentários como Hoje É Dia de Rock e Maksuara: Crepúsculo dos Deuses, além de continuar se dedicando às artes plásticas.
Em 2006, o pesquisador Frederico Coelho estava em Nova York coletando informações sobre a vida de Hélio Oiticica quando, após pedir por uma checagem no acervo de filmes do MoMA, descobriu que a cópia de Mangue-Bangue deixada por D'Almeida e Oiticica mais de trinta anos antes estava guardada entre os filmes não listados da Cinemateca do museu. D'Almeida tomou ciência do fato através de Coelho por uma comunidade na rede social Orkut, e foi a Nova York na expectativa de recuperar o filme. Lá, recebeu a proposta de que uma nova cópia do filme fosse feita, em negativo ampliado do 16mm original para 35mm, sendo a nova cópia telecinada para o digital. Todo processo seria bancado pelo museu, e o filme permaneceria sendo parte de seu acervo. Hoje, Mangue-Bangue faz parte da coleção permanente da Cinemateca do MoMA como “Ícone da Contra Cultura do Cinema Mundial”. Desde então o filme foi exibido duas vezes no Rio de Janeiro, em 2019 e em 2020.
Em 2009, Neville lança pela editora Nova Fronteira o livro Além Cinema, compilado de textos e imagens sobre toda sua obra enquanto cineasta e artista plástico. Ainda nas artes plásticas, Neville participou da Bienal de Veneza de 2011, representando o Brasil no pavilhão latino-americano. Participou de mais de 50 exposições em alguns dos museus mais importantes do mundo.
Em 2012, publica pela editora Casa da Palavra o livro A Dama da Internet. O romance é uma versão repaginada da história de A Dama do Lotação, pensada para o mundo digital e integrado ao uso da internet que estabeleceu-se a partir dos anos 2000.
Em 2015, lança A Frente Fria que a Chuva Traz, adaptado da peça de teatro homônima de Mário Bortolotto. Foi seu primeiro filme lançado em circuito comercial no século XXI.
No mês de março de 2017 é exibido publicamente pela primeira vez o curta-metragem "Redenção", produção maranhense escrita e estrelada por D'Almeida, que co-dirige o filme ao lado de Joaquim Haickel. Em setembro do mesmo ano, o cineasta participa como artista convidado da exposição Hélio Oiticica—To Organize a Delirium, no Whitney Museum of American Art em Nova York.
No ano de 2018, uma cópia em 35mm sem cortes de Jardim de Guerra foi descoberta na Cinemateca Alemã, para onde teria sido levada após a exibição no Festival de Cannes em 1969. Hoje preservada na Cinemateca do Museu de Arte Moderna do Rio de Janeiro, o filme foi exibido em sua versão sem cortes pela primeira vez desde 1969 em uma sessão secreta na Cinemateca do MAM em 2019, e posteriormente em uma sessão aberta ao público no mesmo ano, também na Cinemateca.
Ainda em 2018 foi lançado o documentário Neville D'Almeida, Cronista da Beleza e do Caos, dirigido pelo crítico de cinema e cineasta Mário Abbade. O filme documenta a trajetória de Neville no cinema, de Jardim de Guerra até A Frente Fria que a Chuva Traz, e conta com uma série de entrevistas feitas com atores e técnicos que trabalharam em todos os filmes da carreira de D'Almeida, para além, claro, de entrevistas extensas com o próprio. O filme foi selecionado para o Festival de Rotterdam daquele ano. Em 2018 e 2019, D'Almeida participou de uma série de sessões com debate de Cronista da Beleza e do Caos enquanto este esteve em cartaz no circuito de exibição comercial.
Ao longo da década de 2010 expressa sua vontade de transformar A Dama da Internet em um filme protagonizado pela cantora Anitta. O projeto, no entanto, não é realizado.
Em 2020, D'Almeida anunciou pelo jornal O Globo que estava planejando, para depois do fim da pandemia de COVID-19, as filmagens de mais uma adaptação da obra teatral de Nelson Rodrigues. O projeto seria baseado na penúltima peça do dramaturgo, Anti-Nelson Rodrigues.

## Parcerias
É autor de mais de 25 roteiros originais, adaptações literárias, parcerias com autores consagrados como  Michel Melamed, Jorge Mautner, Mário Bortolotto, Duncan Lindsay, João Ubaldo Ribeiro, Plínio Marcos, Nelson Rodrigues, Hélio Oiticica e atualmente está trabalhando em um projeto com Paulo Lins e Duca Rachid.
Possui um projeto não-finalizado com Glauber Rocha. Glauber escrevera um roteiro intitulado O Testamento da Rainha Louca, e tinha vontade expressa que Neville o dirigisse. O roteiro lhe foi dado junto com uma autorização expressa de Glauber, atestando a passagem dos direitos da obra para Neville. Apesar disso, O Testamento da Rainha Louca nunca saiu do papel.
Ao longo de sua extensa carreira, D'Almeida dirigiu atrizes de diversas gerações, como Sônia Braga, Regina Casé, Claudia Raia, Louise Cardoso, Norma Bengell, Christiane Torloni, Glauce Rocha, Dina Sfat, Bruna Linzmeyer, e Vera Fischer, e atores como José Mayer, Paulo César Pereio, Carlinhos de Jesus, Nuno Leal Maia, Jorge Dória, Maurício do Valle, Lima Duarte, Antônio Fagundes, Antônio Pitanga, Johnny Massaro, Chay Suede.
As trilhas sonoras dos filmes de Neville tiveram composições originais de autores como Edu Krieger, Lulu Santos, André Abujamra, Karnak, Mú Carvalho, Ivo Meireles, Roberto Carlos, Erasmo Carlos, Lobão, Lincoln Ollivetti, Robson Jorge, Carlinhos Brown e Caetano Veloso.

## Prêmios
Premiado em vários festivais, entre eles 
- Candango de Melhor Diretor no Festival de Brasília por Matou a Família e foi ao Cinema (1991).
- Kikito de Melhor Diretor no Festival de Gramado por Matou a Família e foi ao Cinema (1991).
- Troféu Glauber Rocha da Associação dos Críticos de Cinema, no Festival de Brasília.

## Filmografia

### Como diretor
- 2017 - Redenção
- 2015 - A Frente Fria que a Chuva Traz
- 2005 - Maksuara — Crepúsculo dos deuses
- 1999 - Hoje é Dia de Rock
- 1997 - Navalha na Carne
- 1991 - Matou a Família e foi ao Cinema
- 1989 - O Encontro Amazônico
- 1982 - Rio Babilônia
- 1980 - Música para Sempre
- 1980 - Os Sete Gatinhos
- 1978 - A Dama do Lotação
- 1973 - Surucucu Catiripapo
- 1972 - Lunch Time
- 1972 - Gatos da Noite
- 1971 - Mangue Bangue
- 1971 - Piranhas do Asfalto
- 1968 - Jardim de Guerra
- 1966 - O Bem-Aventurado

### Como ator
- 2018 - Neville D’Almeida – Cronista da Beleza e do Caos
- 2017 - Redenção
- 2003 - O General
- 1997 - Navalha na Carne
- 1991 - Matou a Família e foi ao Cinema
- 1989 - Sermões - A História de Antônio Vieira
- 1988 - Moon over Parador
- 1985 - Areias Escaldantes
- 1985 - Noite
- 1975 - Blablablá
- 1971 - Mangue Bangue
- 1969 - O Anjo Nasceu
- 1968 - O Bandido da Luz Vermelha
- 1968 - Fome de Amor

## Obras
- COSMOCOCA, Programa in Progress (2005)
- Além Cinema (2009, org.)
- A Dama da Internet (2012), romance
- Block - Experiments in Cosmococa - Program in progress, Hélio Oiticica and Neville D'Almeida (2013).